# Слейтон, Дональд Кент
До́нальд Кент «Дик» Сле́йтон (англ. Donald Kent «Deke» Slayton; 1 марта 1924, Спарта, Висконсин, США — 13 июня 1993, Лиг-Сити, Техас, США) — американский астронавт.

## Биография
В день своего восемнадцатилетия, 1 марта 1942 года, Дональд Слейтон поступил на службу в Военно-воздушные силы Армии США и начал обучаться лётному делу.
В апреле 1943 года Слейтон получил звание пилота и был направлен на фронт в Европу. С 1943 по 1944 годы Слейтон участвовал в боевых действиях в качестве пилота бомбардировщика В-25. В середине 1944 года Слейтон возвратился в Америку и продолжил службу в качестве пилота-инструктора. В апреле 1945 года Слейтон вновь отправился на фронт, на остров Окинава, где участвовал в боевых действиях против Японии. После окончания Второй мировой войны Слейтон продолжил службу в качестве пилота-инструктора.
В 1946 году Слейтон покинул военную службу и поступил в Миннесотский университет. В 1949 году Слейтон получил степень бакалавра в аэронавтике и был принят на работу в корпорацию «Боинг» в Сиэтле.
В 1951 году Дональд Слейтон поступил на службу в ВВС национальной гвардии штата Миннесота. Некоторое время Слейтон проходил службу в Германии, в городе Битбург (Bitburg).
15 мая 1955 года Слейтон женился на Мэрджори Лани (Marjorie Lunney).
В июне 1955 года Слейтон возвратился в США и начал службу на Военно-воздушной базе Эдвардс в Калифорнии. С января 1956 года по апрель 1959 года Слейтон служил в качестве лётчика-испытателя.

### «Меркурий»
9 апреля 1959 года Дональд Слейтон был включён в первую семёрку астронавтов США.
Первоначально Слейтон должен был совершить четвёртый суборбитальный полёт на корабле «Меркурий-Редстоун-6». Этот полёт планировался на осень 1961 года. Однако после двух успешных орбитальных полётов советских космонавтов (Юрия Гагарина в апреле 1961 года и Германа Титова в августе 1961 года) количество планируемых суборбитальных полётов было сокращено до трёх, а Слейтон должен был совершить первый американский орбитальный космический полёт. 
После двух успешных американских суборбитальных полётов, которые совершили Алан Шепард и Вирджил Гриссом, руководство НАСА отказалось и от третьего планировавшегося суборбитального полёта, который должен был совершить Джон Гленн, и 29 ноября 1961 года Джон Гленн был назначен пилотом корабля «Меркурий-Атлас-6» (МА-6) для первого американского орбитального полёта, а Слейтон — пилотом «Меркурия-Атласа-7» (МА-7) для второго орбитального полёта. Полёт МА-6 должен был состояться в декабре 1961 года, а МА-7 — в апреле 1962 года.
Слейтон назвал свой космический корабль «Дельта 7» (Delta 7). 15 марта 1962 года Слейтон был отстранён от космических полетов по медицинским показаниям из-за проблем с сердцем. 24 мая 1962 года вместо Слейтона на корабле «Меркурий-Атлас-7» в космос отправился Скотт Карпентер, который переименовал свой корабль в «Аврора 7» (Aurora 7).
Дональд Слейтон остался единственным астронавтом из первой семёрки, не совершившим в то время космический полёт.
Слейтон остался в НАСА и выполнял административную работу. Он был руководителем бюро астронавтов для проектов «Меркурий», «Джемини» и «Аполлон». В 1963 году Слейтон уволился из Военно-воздушных сил США, оставшись в НАСА на должности заместителя директора НАСА по подготовке экипажей. Слейтон был ответственным за подбор экипажей. Он выбирал астронавтов, которые должны были отправляться в очередной космический полёт, и астронавтов, которые должны были высаживаться на Луне.

### «Союз—Аполлон»
Слейтон не оставил надежд на космический полёт. Он поддерживал свою физическую форму и следил за своим здоровьем. Летом 1970 года было установлено, что он больше не имеет никаких проблем с сердцем. В марте 1972 года после всестороннего медицинского обследования Дональд Слейтон был вновь допущен к космическим полётам.
9 февраля 1973 года Дональд Слейтон вместе с Томасом Стаффордом и Вэнсом Брандом был назначен в экипаж корабля «Аполлон» для совместного советско-американского космического проекта «Союз — Аполлон» (ЭПАС). Последовала двухлетняя подготовка к полёту. В это время Слейтон несколько раз бывал в СССР и изучал русский язык.
Полёт корабля «Аполлон» по программе ЭПАС состоялся с 15 по 24 июля 1975 года. Слейтону был 51 год, и на тот момент он стал самым пожилым астронавтом (в 1982 году его превзошёл Вэнс Бранд).
Во время полёта корабль «Аполлон» состыковался с советским кораблем «Союз-19». На орбите встретились американские астронавты Томас Стаффорд, Дональд Слейтон и Вэнс Бранд и советские космонавты Алексей Леонов и Валерий Кубасов. Корабли «Аполлон» и «Союз-19» находились 44 часа в состыкованном состоянии. Американский корабль приводнился в Тихом океане, вблизи Гавайских островов, продолжительность его полёта составила 217 часов и 28 минут. Это был первый совместный советско-американский проект в космосе.
Из первой семёрки американских астронавтов Дональд Слейтон позже всех совершил свой первый космический полёт — он готовился к нему более 16 лет.

### «Спейс Шаттл»
С декабря 1975 года Дональд Слейтон руководил испытаниями создаваемого в США многоразового космического корабля. Испытания проводились на шаттле «Энтерпрайз» в Калифорнии.
С ноября 1977 года по февраль 1982 года Слейтон был менеджером по планированию и подготовке полётов шаттлов.

### После НАСА
В 1982 году Слейтон покинул НАСА. Он стал президентом частной фирмы Space Services Inc., которая занималась конструированием малых ракет.
Дональд Слейтон умер 13 июня 1993 года в возрасте 69 лет от опухоли головного мозга.

## Награды
В 1969 году Слейтон был награждён медалью НАСА «За выдающиеся заслуги».
Включён в Зал славы астронавтов.